# Phaenocarpa ingressor
Phaenocarpa ingressor är en stekelart som beskrevs av Marshall 1895. Phaenocarpa ingressor ingår i släktet Phaenocarpa och familjen bracksteklar. Inga underarter finns listade i Catalogue of Life.